# Alburnus orontis
Alburnus orontis е вид лъчеперка от семейство Шаранови (Cyprinidae). Видът е световно застрашен, със статут Уязвим.

## Разпространение
Разпространен е в Сирия и Турция.

## Описание
На дължина достигат до 9,1 cm.
Популацията на вида е намаляваща.